# Мемориальная доска сотрудникам Ленинградского зоопарка

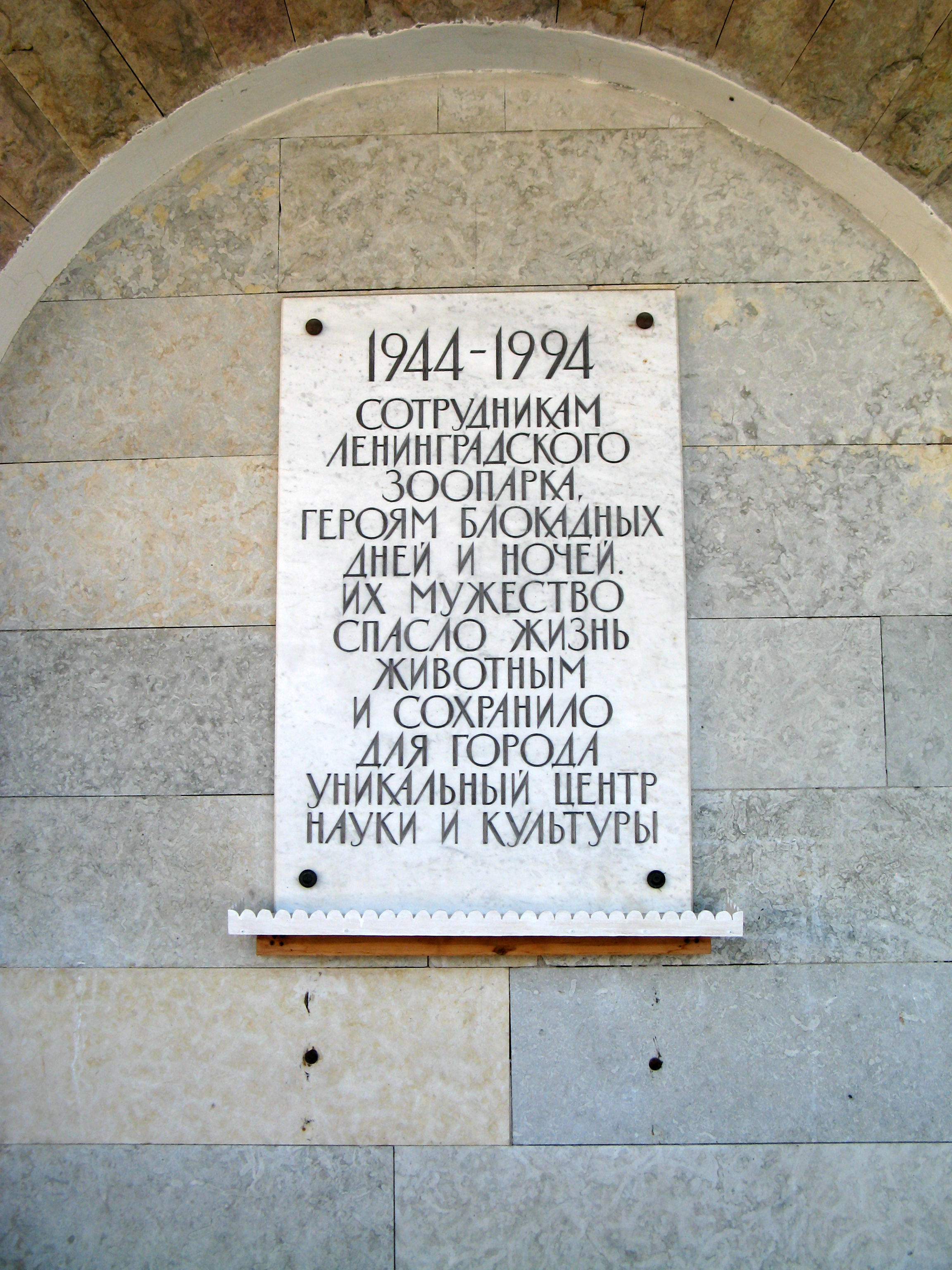
Мемориальная доска крупным планом

Мемориальная доска сотрудникам Ленинградского зоопарка установлена на павильоне центрального входа в Ленинградский зоопарк (Александровский парк, дом 1) в память о тех, кто работал в зоопарке в годы блокады Ленинграда и Великой Отечественной войны.
Табличка выполнена из белого мрамора, на ней чёрным цветом нанесён текст:
«1944-1994. Сотрудникам Ленинградского зоопарка — героям блокадных дней и ночей. Их мужество спасло жизнь животным и сохранило для города уникальный центр науки и культуры»
Мемориальная доска была создана скульптором М. К. Аникушиным в 1985 году, внесена в единую Книгу Памяти под номером 33008 в мае 2012 года.

## Ленинградский зоопарк в годы Великой Отечественной войны
С лета 1941 года началась эвакуация животных Ленинградского зоопарка в Казань. Однако вывезти удалось только первую партию животных, которых сопровождало тринадцать сотрудников зоопарка. Часть животных погибла во время транспортировки.
Оставшиеся в городе животные, а также люди, работавшие в зоопарке, в период блокады города находились по постоянной угрозой — зоопарк располагался в центре города, там часто велись бомбёжки. За годы войны бомбы неоднократно попадали в здания зоопарка, в результате бомбёжек гибли и люди, и животные.
Несмотря на сложные условия, сотрудникам зоопарка не только удалось сохранить большую часть фонда животных, но и получать потомство у некоторых видов в условиях блокады города.
С лета 1942 года зоопарк был открыт для посетителей, после этого он работал вплоть до прорыва блокады. Также всё время, кроме зимы первого года блокады, в зоопарке продолжал работать юннатский кружок.